# Bournea
Bournea es un género con dos especies de plantas  perteneciente a la familia Gesneriaceae. Es originario de China.

## Descripción
Es una planta perenne, acaulescente en roseta herbácea. Con hojas pecioladas; lámina avada a oblongo-ovada, margen entiro o crenado. Las inflorescencias en cimas umbeliformes, con largo pedúnculo. Sépalos 4 o 5, estrechamente triangular, puberulos por fuera. Corola de color púrpura, campanulada, 4- o 5-lobulada, lobos iguales redondeados. El fruto es una cápsula linear-oblanceolada, bivalvada, dehiscence loculicida.

## Taxonomía
El género fue descrito por Daniel Oliver (botánico) y publicado en Hooker's Icones Plantarum 23: , pl. 2254. 1893.
Etimología
Bournea: nombre genérico otorgado en honor de F.S.A.Bourne, un hombre de negocios y botánico recolector en China entre 1896 y 1898.

## Especies
| - Bournea leiophylla (W.T.Wang) W.T.Wang & K.Y.Pan - Bournea sinensis Oliv. |